# El Noticiero de Cartagena
El Noticiero de Cartagena fue un periódico que se editaba como diario de la tarde en la ciudad española de Cartagena. Fundado originalmente en 1891, se editó de forma intermitente hasta su cese definitivo en 1973.

## Historia
Surgido en 1891, reaparecería entre 1935 y 1936, y nuevamente en 1937. El periódico fue fundado por los hermanos Carreño López, con una línea editorial conservadora. Al iniciarse la guerra civil española fue incautado por las autoridades republicanas, pero continuó publicándose al acabar la misma. Entre sus directores se encontraba Juan Sánchez Rada. En algunos casos hizo una defensa independiente de temas conflictivos, como el desastre de Portmán.
Volvió a aparecer en 1943, y continuaría editándose hasta 1973.

## Características
Se trataba de un periódico con formato de 50x35 centímetros que se editaba por la tarde. Era el único diario vespertino de la Región, lo que le permitía proporcionar informaciones adicionales a los temas de mayor actualidad. Su tirada era escasa, con una media de dos o tres mil ejemplares en sus últimos diez años de existencia.